# قطعنامه ۱۹۵۰ شورای امنیت
قطعنامه ۱۹۵۰ شورای امنیت سازمان ملل متحد که در تاریخ ۲۳ نوامبر ۲۰۱۰ تصویب شد، سندی بین‌المللی دربارهٔ بررسی وضعیت در سومالی است. این قطعنامه طی نشست ۶۴۲۹ام با ۱۵ رای موافق، ۰ مخالف و ۰ ممتنع تصویب شد.